# Pedro Ramírez de Piédrola
Pedro Ramírez de Piédrola, o de Pedrola, (Pamplona,? - ib., 5 de octubre de 1238) fue obispo de Osma y de Pamplona. Era miembro del linaje de los Baztán, uno de los más importantes del reino de Navarra, con tenencias en los territorios fronterizos suroccidentales, entre Álava y La Rioja.

## Biografía
Para el historiador y especialista en los obispos de Pamplona, José Goñi Gaztambide, no hay duda de que fuese de «natural de Pamplona». No tomó posesión del cargo hasta poco antes del 20 de julio de 1230. Pertenecía a la familia de los Baztán, «descendientes de Sancho Ramírez de Piédrola, tenente de Sancho el Sabio».
Entre 1225 y 1230 fue obispo de Osma «dejando en ella un grato recuerdo». El profesor Ángel Martín Duque afirma que fue «elegido sin duda con asentimiento de Sancho el Fuerte», realizando «un papel descollante en el cambio de dinastía» y cooperando activamente con el nuevo soberano, el champañés Teobaldo I, tanto frente a las turbulencias de la baja nobleza como, al parecer, en los primeros conatos de sistematización escrita de la tradición jurídico-pública del reino».

### Relaciones corona y obispado
El rey navarro, como señal de buena voluntad, le devolvió el señorío temporal sobre las villas dependientes del castillo de Monjardín: Villamayor, Labeaga, Igúzquiza, Azqueta, Luquin, Urbiola, Adarreta y los collazos de Bearin y Novena. Sin embargo, no le devolvió el mismo castillo de San Esteban. A la muerte del obispo en 1238, por contra, Teobaldo I, incautará nuevamente al obispado las villas antes relacionadas.
| Predecesor: Melendo           | Obispo de Osma 1225 - 1230     | Sucesor: Juan de Soria            |
| Predecesor: Remiro de Navarra | Obispo de Pamplona 1230 - 1238 | Sucesor: Pedro Ximénez de Gazólaz |